# Ein Sommer am See
Ein Sommer am See (A Month by the Lake) ist eine US-amerikanisch-britische Filmkomödie von John Irvin aus dem Filmjahr 1995, die im Jahr 1937 spielt. Dieser Film ist nicht zu verwechseln mit dem gleichnamigen französischen Film Ein Sommer an der See (La Baule-les-Pins) von Diane Kurys aus dem Filmjahr 1990, der 1958 spielt.

## Handlung
Miss Bentley verbringt seit Jahren ihren Urlaub in einem Gasthaus von Signora Fascioli am Comer See. Da ihr Vater kürzlich verstarb, ist sie diesmal, im Jahr 1937, auf die Gesellschaft der Italiener angewiesen.
Major Wilshaw, ein Brite, kommt als neuer Gast. Miss Bentley interessiert sich für ihn. Sie beobachtet ihn und baut langsam zarte Bande zu ihm auf, traut sich aber nicht, sich ihm zu offenbaren, da der Major sich nicht eindeutig bekennt.
Als die junge Amerikanerin Miss Beaumont als Kindermädchen für den italienischen Nachwuchs anreist, ist Miss Bentley von der Kontaktaufnahme der beiden irritiert.
Major Wilshaw kündigt an, nach England zurückkehren zu müssen. Bei der Abreise flirtet Miss Beaumont mit ihm, was ihn seine Abreise verschieben lässt, da er sich Hoffnungen macht, ihr Herz gewinnen zu können. Derweil versucht ein junger italienischer Mann Miss Bentley zu verführen, worauf sie nicht eingeht, dies jedoch nutzt, um die Aufmerksamkeit des Major zu erlangen. Nach einigem Hin und Her gestehen der Major und Miss Bentley sich ihre Zuneigung ein.

## Kritiken
James Berardinelli bezeichnete die Komödie auf ReelViews als „frivol“ und „romantisch“. Das Tempo der ersten Filmhälfte sei „schleppend“. Berardinelli kritisierte die Darstellungen von Edward Fox und Uma Thurman.
Roger Ebert bezeichnete den Film in der Chicago Sun-Times vom 29. September 1995 als eine „durchtriebene romantische Komödie“ über das Aufeinanderprallen von Sex, Ego, Wille und Stolz. Der Film lebe von dem sehr britischen Stil und der „Exzentrizität“ der Charaktere, die sich von den zeitgenössischen Touristen unterscheiden würden. Es würden keine Sexszenen gezeigt, sondern ausschließlich das Flirten, was für das Publikum interessanter sei.

## Auszeichnungen
Vanessa Redgrave wurde im Jahr 1996 für den Golden Globe Award nominiert.

## Hintergrund
Der Film wurde an den Originalschauplätzen am Comer See gedreht. Seine Weltpremiere erfolgte am 11. September 1995 auf dem Toronto Film Festival. Der Film spielte in den Kinos der USA ca. 2,2 Millionen US-Dollar ein.

## Belege
1. ↑  Kritik von James Berardinelli
2. ↑  Kritik von Roger Ebert
3. ↑  Drehorte für A Month by the Lake
4. ↑  Starttermine für A Month by the Lake
5. ↑  Business Data for A Month by the Lake